# Lucius Valerius Flaccus (consul in 131 v.Chr.)
Lucius Valerius Flaccus was een Romeins politicus uit de 2e eeuw v.Chr.
Flaccus was waarschijnlijk praetor in 134 v.Chr. In 131 werd hij consul, samen met Publius Licinius Crassus Dives Mucianus. Flaccus was in die tijd een flamen Martialis (priester van Mars), terwijl zijn collega Mucianus als pontifex maximus de hoogste religieuze macht bezat in Rome. Mucianus kon zo Flaccus verbieden de stad te verlaten en trok vervolgens zelf ten strijde in Anatolië tegen Aristonicus. Flaccus kreeg zelfs een boete van zijn collega, maar die werd hem door het Romeinse volk kwijtgescholden, ondanks dat ook zij vonden dat Flaccus zijn meerdere diende te gehoorzamen. Van de verdere carrière of het leven van Flaccus is niets bekend.
Zijn zoon Lucius Valerius Flaccus volgde hem op als Flamen Martialis en werd in 100 v.Chr. zelf consul.

## Referentie
- T. Broughton, The magistrates of the Roman Republic Vol. I: 509 BC - 100 BC, Lancaster (Californië) 1951. pp.490-491,500-501 ISBN 0891307060